# From the 13th Sun
Albums de Candlemass
Dactylis Glomerata
(1998) Candlemass
(2005)
From the 13th Sun est le septième album studio du groupe de Doom metal suédois Candlemass. L'album est sorti en 1999 sous le label Music for Nations.
C'est le premier album de Candlemass enregistré avec le guitariste Mats Ståhl au sein de la formation. C'est également le dernier album enregistré avec le vocaliste Björn Flodkvist.

## Musiciens
- Björn Flodkvist: Chant
- Mats Ståhl: Guitare
- Leif Edling: Basse
- Jejo Perkovic: Batterie

## Liste des morceaux
1. Droid – 4:35
2. Tot – 6:01
3. Elephant Star – 4:54
4. Blumma Apt – 5:23
5. Arx/Ng 891 – 5:56
6. Zog – 5:52
7. Galatea – 4:49
8. Cyclo-F – 9:18
9. Mythos – 1:13